# メーガン・オスター
メーガン・オスター（Megan Oster、1989年7月14日 - ）は、アメリカ合衆国ウィスコンシン州出身の女性フィギュアスケート選手。2006年JGPファイナル3位。

## 経歴
ウィスコンシン州に生まれ、4歳のときにスケートを始めた。2003年全米選手権ノービスクラスで3位、同年のトリグラフトロフィーノービスクラスで3位となり、2003-2004年シーズンからISUジュニアグランプリに参戦を果たした。
2006-2007年シーズンにはJGPリベレツで初優勝を飾る。初出場のJGPファイナルでは同じアメリカのキャロライン・ジャンとアシュリー・ワグナーに次ぐ3位となり、アメリカ勢が表彰台を独占した。
2007-2008年シーズン、シニアクラスに転向しISUグランプリシリーズに出場する予定であったがケガのために欠場を続け、シーズン半ば競技生活からの引退を表明した。

## 主な戦績
| 大会/年              | 2003-04 | 2004-05 | 2005-06 | 2006-07 |
| -------------------- | ------- | ------- | ------- | ------- |
| 全米選手権           | 3 N     | 3 J     | 14      | 11      |
| JGPファイナル        |         |         |         | 3       |
| JGPリベレツ          |         |         |         | 1       |
| JGPハーグ            |         |         |         | 2       |
| JGPSBC杯             |         |         | 11      |         |
| JGPモントリオール    |         |         | 2       |         |
| JGPウクライナ記念    |         | 4       |         |         |
| トリグラフトロフィー | 3 N     |         |         |         |

- N = ノービスクラス
- J = ジュニアクラス

### 詳細
| 2006-2007 シーズン  |                                              |          |         |           |
| 開催日              | 大会名                                       | SP       | FP      | 結果      |
| 2007年1月21日-28日  | 全米フィギュアスケート選手権（スポケーン）   | 12 46.73 | 9 84.25 | 11 130.98 |
| 2006年12月7日-9日   | 2006ジュニアグランプリファイナル（ソフィア） | 2 48.92  | 3 86.81 | 3 135.73  |
| 2006年10月19日-22日 | ISUジュニアグランプリ リベレツ（リベレツ）   | 1 45.05  | 3 76.63 | 1 121.68  |
| 2006年10月5日-8日   | ISUジュニアグランプリ ハーグ（ハーグ）       | 1 49.25  | 2 76.95 | 2 126.2   |

| 2005-2006 シーズン  |                                                        |          |          |           |
| 開催日              | 大会名                                                 | SP       | FP       | 結果      |
| 2006年1月7日-15日   | 全米フィギュアスケート選手権（セントルイス）           | 11 41.33 | 14 78.06 | 14 119.39 |
| 2005年10月20日-23日 | ISUジュニアグランプリ SBC杯（岡谷）                    | 10 38.89 | 12 58.56 | 11 97.45  |
| 2005年9月22日-25日  | ISUジュニアグランプリ モントリオール（モントリオール） | 3 42.65  | 1 86.71  | 2 129.36  |

| 2004-2005 シーズン    |                                                |          |         |          |
| 開催日                | 大会名                                         | SP       | FP      | 結果     |
| 2004年9月30日-10月3日 | ISUジュニアグランプリ ウクライナ記念（キエフ） | 15 37.57 | 3 84.12 | 4 121.69 |